# Valdeburón
Valdeburón es una comarca tradicional de la provincia de León, España. Está integrada por los municipios de Burón, Maraña, Riaño y Acebedo.

## Geografía

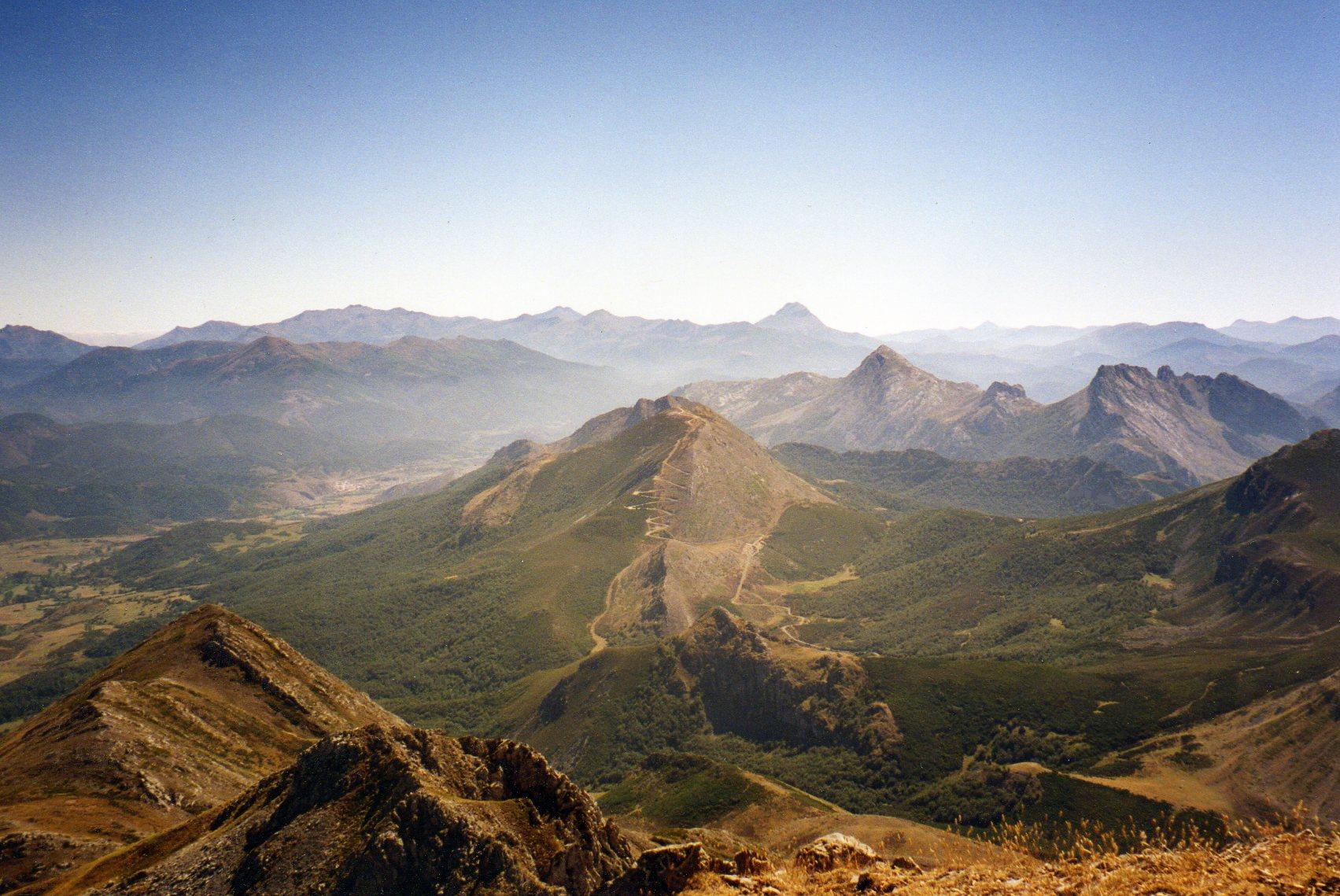
Vista del valle del Esla desde los Picos de Mampodre

Se extiende a lo largo del curso alto del Esla, que discurre en dirección noroeste-sureste y conforma el valle principal. Al final de este, en la confluencia del Esla con el Yuso, la vega de Riaño está inundada desde 1987 por el embalse de Riaño, que provocó la desaparición de varias localidades del valle. Al oeste, a los pies de los Picos de Mampodre, está el valle de Maraña, y al norte se ubica el valle del río Orza. Orográficamente, su territorio está delimitado de la siguiente forma: al norte, las sierras de Carcedo y los montes de Tarna, El Pontón y Panderrueda, al sur los montes del Pando y las colladas de Anciles y el Yordas, al este la sierra de Riaño y al oeste los Picos de Mampodre.

## Núcleos de población
Su territorio está integrado por los siguientes núcleos de población:
- Burón, Casasuertes, Cuénabres, Lario, Polvoredo, Retuerto, Vegacerneja.
- Maraña.
- Riaño, Carande, Horcadas.
- Acebedo, Liegos, La Uña.

## Historia
Burón aparece citado en diversos documentos desde los primeros tiempos del reino asturleonés; este Buradone o Buraón medieval ejercía como centro político de la jurisdicción de este territorio. En el siglo XV, el concejo de Valdeburón formaba parte de la Merindad de Valdeón, en la cual también se integraban los concejos de Maraña, Valdeón, Sajambre y Alión, y, desde al menos el siglo XIV, formaba parte del arciprestazgo homónimo, dentro de la diócesis de León, al que también pertenecían las parroquias de Valdeón, Sajambre y Tierra de la Reina.
La comarca estaba repartida entre los concejos de Burón y Maraña hasta que se unificaron en el de Valdeburón, cuya existencia se prolongó hasta principios del siglo XIX. En el siglo XVIII, Liegos pasó a ser lugar de propia jurisdicción, al igual que ya lo eran Riaño, La Puerta y Pedrosa del Rey.